# سوتلانا لوبادا
سوتلانا لوبادا (به انگلیسی: Svetlana Loboda) (زاده ۱۸ اکتبر ۱۹۸۲) خواننده اوکراینی است.
او در مسابقه آواز یوروویژن ۲۰۰۹ نماینده اوکراین بود.
او قبلاً عضو گروه ویا گرا بود.